# Heinz Hölscher
Heinz Hölscher, auch Heinz Hoelscher (* 9. Oktober 1925 in München; † 7. Mai 2021), war ein deutscher Kameramann.

## Leben
Hölscher ließ sich zum Fotografen ausbilden und arbeitete anschließend in der Reprotechnik. Im Jahr 1948 wurde er Kameraassistent. 1954 fungierte er erstmals als Chefkameramann bei der Verfilmung des Soldatenromans 08/15. Vor allem in den sechziger und siebziger Jahren war Hölscher einer der meistbeschäftigten Kameraleute des bundesdeutschen Unterhaltungskinos. Er arbeitete dabei mit Regisseuren wie Alfred Weidenmann, Alfred Vohrer, Harald Reinl und Franz Josef Gottlieb zusammen. Für seine Kameraführung bei der Verfilmung des Romans Onkel Toms Hütte erhielt er 1965 das Filmband in Gold. Später stand er auch für mehrere Fernsehserien wie Derrick, Tatort und Ein Schloß am Wörthersee hinter der Kamera.

## Filmografie (Auswahl)
- 1954: 08/15
- 1955: Ich weiß, wofür ich lebe
- 1955: Um Thron und Liebe
- 1956: Dany, bitte schreiben Sie
- 1957: Zwei Matrosen auf der Alm
- 1957: Rübezahl – Herr der Berge
- 1958: Der lachende Vagabund
- 1958: Das Mädchen mit den Katzenaugen
- 1959: Nick Knattertons Abenteuer
- 1959: Tausend Sterne leuchten
- 1959: Das blaue Meer und Du
- 1960: Das hab’ ich in Paris gelernt
- 1960: Strafbataillon 999
- 1960: Gauner-Serenade
- 1960: Division Brandenburg
- 1961: Der grüne Bogenschütze
- 1961: Der Transport
- 1961: Im 6. Stock
- 1961: Zwei unter Millionen
- 1961: Ihr schönster Tag
- 1962: Flying Clipper – Traumreise unter weißen Segeln
- 1962: Ich bin auch nur eine Frau
- 1964: Fanny Hill
- 1965: Onkel Toms Hütte (auch Darsteller)
- 1965: Der Ölprinz
- 1965: Der Kongreß amüsiert sich
- 1966: Winnetou und das Halbblut Apanatschi
- 1966: Maigret und sein größter Fall
- 1967: Zärtliche Haie (Tendres requins)
- 1967: Das älteste Gewerbe der Welt (Le plus vieux métier du monde)
- 1968: Morgens um sieben ist die Welt noch in Ordnung
- 1968: Die Lümmel von der ersten Bank – Zur Hölle mit den Paukern
- 1968: Komm nur, mein liebstes Vögelein
- 1969: Todesschüsse am Broadway
- 1969: Heintje – Ein Herz geht auf Reisen
- 1969: Auf der Reeperbahn nachts um halb eins
- 1970: Das Stundenhotel von St. Pauli
- 1970: Josefine Mutzenbacher
- 1970: Nachbarn sind zum Ärgern da
- 1970: Unsere Pauker gehen in die Luft
- 1970: Wenn die tollen Tanten kommen
- 1970: Heintje – Einmal wird die Sonne wieder scheinen
- 1970: Der Bettenstudent oder: Was mach’ ich mit den Mädchen?
- 1971: Josefine Mutzenbacher II – Meine 365 Liebhaber
- 1971: Mache alles mit
- 1971: Wer zuletzt lacht, lacht am besten
- 1971: Tante Trude aus Buxtehude
- 1971: Wenn mein Schätzchen auf die Pauke haut
- 1971: Die tollen Tanten schlagen zu
- 1971: Hochwürden drückt ein Auge zu
- 1972: Kinderarzt Dr. Fröhlich
- 1972: Mensch, ärgere dich nicht
- 1972: Liebesspiele junger Mädchen
- 1972: Meine Tochter – deine Tochter
- 1972: Immer Ärger mit Hochwürden
- 1972: Auch fummeln will gelernt sein
- 1973: Blau blüht der Enzian
- 1973: Crazy – total verrückt
- 1973: Liebesjagd durch 7 Betten
- 1973: Die blutigen Geier von Alaska
- 1973: Wenn jeder Tag ein Sonntag wär
- 1974: Wenn Mädchen zum Manöver blasen
- 1974: Zwei im siebenten Himmel
- 1974: Schwarzwaldfahrt aus Liebeskummer
- 1974: Alpenglüh’n im Dirndlrock
- 1974: Es war nicht die Nachtigall
- 1974: Auf der Alm da gibt’s koa Sünd
- 1975: Jeder stirbt für sich allein
- 1976: Die Wölfin vom Teufelsmoor
- 1976: Die Hinrichtung
- 1976: Zerschossene Träume
- 1977: Griechische Feigen
- 1977: Gefundenes Fressen
- 1978: Der Schimmelreiter
- 1978: Summer Night Fever
- 1978: Ekstase – Der Prozeß gegen die Satansmädchen
- 1979: Graf Dracula (beisst jetzt) in Oberbayern
- 1979: Die Protokolle des Herrn M.
- 1980: Die schönen Wilden von Ibiza
- 1981: Der Mann im Pyjama
- 1981: Die Weltmaschine
- 1983: Tatort: Peggy hat Angst
- 1983: Gib Gas – Ich will Spaß
- 1984: Tapetenwechsel
- 1985: Die Einsteiger
- 1986: Das Traumschiff: Bali
- 1988: Starke Zeiten
- 1990: Eine Frau namens Harry